# 赤水黄芩
赤水黄芩（学名：Scutellaria chihshuiensis），为唇形科黄芩属下的一个植物种。